# Crella spinosa
Crella spinosa är en svampdjursart som först beskrevs av George John Hechtel 1983.  Crella spinosa ingår i släktet Crella och familjen Crellidae. Inga underarter finns listade i Catalogue of Life.